# Hickmanapis minuta
Hickmanapis minuta is een spinnensoort in de taxonomische indeling van de Dwergkogelspinnen (Anapidae).
Het dier behoort tot het geslacht Hickmanapis. De wetenschappelijke naam van de soort werd voor het eerst geldig gepubliceerd in 1943 door Hickman.